# أيومو ماتسوموتو
أيومو ماتسوموتو (باليابانية: 松本 歩夢) (28 أبريل 1998 في أوساكا في اليابان – )؛ هو لاعب كرة قدم ياباني سابق كان يلعب كمهاجم.

## وصلات خارجية
- أيومو ماتسوموتو على موقع رابطة كرة القدم اليابانية للمحترفين (اليابانية)
- أيومو ماتسوموتو على موقع قاعدة بيانات كرة القدم.إي يو (الإنجليزية)
- أيومو ماتسوموتو على موقع Soccerway.com (الإنجليزية)